# Rototom Sunsplash
Le Rototom Sunsplash est un festival de reggae organisé dans la ville de Benicàssim, en Espagne, après une longue histoire dans la ville d'Osoppo, dans la province italienne d'Udine.
Le festival accueille sur ses 4 scènes les artistes reggae les plus importants et propose aussi des activités culturelles : il accorde une grande importance aux valeurs du mouvement rastafari, de la paix, de la tolérance, contre le racisme, de la non-violence, de la solidarité, du respect de l’environnement, etc.

## Histoire

### Débtus en Italie
Le Rototom Sunsplash naît en 1994 : le Rototom, discothèque alternative frioulane prend l'initiative d’élaborer deux jours de musique reggae et culture jamaïcaine à Spilimbergo, Pordeno
. Pour l’occasion, un camping gratuit est installé pour dormir sur place. Un an après, l’affiche inclut aussi des artistes internationaux, donnant à connaître le festival. L’édition de 1996 s’élargit à trois jours.
En 1998, le festival se déplace à Latisana, Udine, s’équipe d’un camping et accueille de nombreux partenaires associatifs et culturels. En 2000, le Rototom Sunsplash se déplace à Osoppo dans le « Parco Rivellino » et s’allonge à 9 jours. Pendant les concerts, les artistes du monde entier se rencontrent et la semaine est complétée par une série de débats, cours et stands d'associations. Dans les années suivantes, différents artistes s'y produisent (entre autres Burning Spear, Sizzla, Rita Marley, Jimmy Cliff, Junior Kelly, etc.) et commencera à être retransmis par satellite. En 2009, la 16e édition compte plus de 150 000 personnes venues de toute l'Europe.

### Déplacement en Espagne
Pour la 17e édition en 2010, le Rototom Sunsplash s’installe dans la ville de Benicàssim (province de Castellón, Communauté valencienne en Espagne) sur la côte méditerranéenne, en raison de l’exode forcé du festival.
Dans l'édition 2011, sur les 10 jours du festival, le Rototom Sunsplash accueille plus de 235 000 participants en provenance de plus de 100 pays. 367 spectacles sont organisés, faisant intervenir 1 400 artistes. Le Forum Social du Rototom reçoit entre autres le prix Nobel de la paix Shirin Ebadi, l’activiste indienne Vandana Shiva, les journalistes Bernard Cassen, Rosa María Calaf et Leticia Iglesias, Carlos Carnicero, Esteban Ibarra, Leo Bassi, Willy Toledo, Fermin Muguruza et les frères du défunt José Couso.
En 2012, il reçoit notamment Mona Eltahawy, Olga Rodriguez, Amira Hass, Rick Falkvinge, Stefano Rodotà, Joan Subirats, Juan Gomez-Jurado, Pascual Serrano.
Le 3 août 2011, Demetrio Condello, vice-commandant de la compagnie de carabiniers de Tolmezzo (Udine, Italie), est arrêté pour détention illégale, trafic de stupéfiants et corruption. Condello s'est avéré être l'un des principaux promoteurs de la répression « anti-drogue » des festivaliers qui a lieu lors de la dernière édition du Rototom Sunsplash en Italie et qui précipite finalement le déménagement du festival en Espagne. En 2013, Condello est condamné à quatre ans de prison et à une amende de 18 000 euros,,. Cette histoire amère s'achève le 13 mai 2015 avec l'acquittement par la justice italienne de toutes les charges retenues contre le directeur du festival, Filippo Giunta.

## Artistes et groupes
Jamaïque: Abijah | Abyssinians | Acadco - Caribbean United Force | Aluta Continua | Andrew Tosh | Anthony B | Anthony Cruz | Bass Odyssey | Beres Hammond | Black Uhuru | Buju Banton | Burning Spear | Burro Banton | Candy Man | Capleton | Ce'cile | Chuck Fenda | Congos | Culture | Dean Frazer | Dennis Alcapone | Dub Syndicate | Everton Blender | Eek-A-Mouse | Fantan Mojah | Fire Star | Frankie Paul | Freddie McGregor | General Degree | Gregory Isaacs | Half Pint | Harmony | Horace Andy | I-Jahman Levy | I Wayne | I Will | Israel Vibration | Jah Mali | Jah Mason | Jamaica All Stars | Jimmy Cliff | Judy Mowatt | Junior Kelly | Junior Reid | Ken Boothe | Kirk Davis | L.M.S. | Lady Saw | Laurel Aitken | Lee Perry | Lloyd Parks & We The People Band | Max Romeo | Marcia Griffiths | Michael Rose | Military Man | Mikey General | Morgan Heritage | Mystic Revelation Of Rastafari | Mutabaruka | Natty King | Perfect | Prezident Brown | Prince Alla | Prince Malachi | Raymond Wright | Richie Feelings | Rita Marley | The Roots Radics | Sánchez | Silver Cat | Sizzla | Sixth Revelation | Skatalites | Sly&Robbie | Snagga Puss | Spectacular | Stone Love | Sugar Minott | Sylford Walker | T.O.K. | Tanya Stephens | Third World | Tony Rebel | Yellowman | Warrior King | Wayne Wonder | Ziggy Marley & The Melody Makers
Europe: Abashanti-I | Ackee Warriors | Adrian Sherwood | Alamedadosoulna | Alton Ellis | Amsterdam Street Knowledge | Apache Indian | Asher | Asian Dub Foundation | Aswad | Babasound | Bazooka Hi Powa | Ben Jammin' | Big Badda Boom | Bitty McLean | Blood & Fire | Bluekilla | Brain Holidays | Budadub | Caribace | Charly B | Culcha Candela | D.Bo General | Daddy G (Massive Attack) | David Rodigan | Dennis Bovell Band | Disciples | Djama | Don Abi | Dubtv | Dubios Neighbourhood | Dubioza Collective | Earl 16 | El Condorsito | Elijah | Elvis Jackson | Famara | Fatman Hi Fi | Foutamilia | G-Force | Grandmo'flash & Beatpete | Guiding Star | Headcornerstone | Herbalist | House Of Riddim | I-Shen Rockers | Irie Crew | Irie Maffia | Iriepathie | Jah Meek | Jah Shaka | Jah Sound | Jahcoustix | Jamaram | Junior Sound | Kangaroots | Kenny Knots | Kill Dem Crew | King Tubby's | Kings Hi-Fi | La Familia Torelli | Lb27 | Levy Roots | Linton Kwesi Johnson | Manos & Mystic Groove Band | Marlene Johnson | Martin Zobel & Sunrise | Metisse | Mighty Vibez | Mika | Milkman | Ministry Of Harmony | Mistah Bomsh | Misty In Roots | Mono & Nikitaman | Moonraisers | Natty Dread | Nice Time International | Nyabinghi Sound | Nolan Irie | Panache Culture | Patrice | Pow Pow Movement | Promised Band | Rasites | Raggamafia | Ras Charmer | Revolutionary Dub Warriors | Riddim Colony | Riddim&Rude Crew | Robotiks | Rockers Roots | ((Rod Anton&the Ligerians)) | Roots Generator | Rootsman | Saxon | Scrucialists | Seeed | The Selecter | Sentinel | Silly Walks Movement | Silverstar | Sista | Sister Aisha | Sister Audrey | Siti Hlapci | Small Axe | Soothsayers | Soul Stereo | Soundquake | Soundsgood | Starkey Banton | Sugar Dread | Sunrise Tribe | Sunny Orchestra | Supersonic | Thai Stylee | Tippa Irie | Trojan Sound System | Tu Shung Peng | Winchester | Winston Francis | Yohto | Ziggi | Zion Train | Zoe | Zonasun | Morodo
Reste du monde: Africa M'balax | African Dope | Big Mountain | Bunji Garlin | Collie Buddz | Daddy Showkay | Djambi | Alerta | Djamo Djamo | Freedom Fighters | Gilberto Gil | Groundation | Habib Koité | Issa Bagayogo | Katchafire | King Addies | Kisito | Lp International | Les Tambours De Brazza | Lucky Dube | Manu Dibango | Maxi Priest | Misaal | Mory Kante | Nazarens | Olodum | Ras Dumisani | Ras Kimono | Rayvon | Seyni & yeliba | Tam Tam Sene | Terra Samba | Tiken Jah Fakoly | Tokyo Ska Paradise | Toure Kunda | Tribo De Jah
Italie: Alborosie | 99 Posse | Africa Unite | Agatha Crew | Alessio Bertallot | Ali' Baba E I 40 Ladroni | Almamegretta | Alpha | Anti Coi Guanti | Arpioni | B.R. Stylers | Bandaloska | Bashfire | Bass Fi Mass | Bisca | Black Generation | Blackheart | Bloomy Roots | Bluebeaters | Blue Radics | Bomba Bomba | Boo Boo Vibration | Brusco | Capitan Albi | Captain Midnight | Chop Chop Band | Ciakaba | Conscious Sound | Cookoomackastick | Cool Runnings | Dym | Dan I | Diego Dj | Dj Brando | Domino Crew | Dowtown Rebels | Downtown Rockers | Dr . Boost | Dread Inna Babylon | Dread Movement | Duboom | Eazy Skankers | Fahrenheit 451 | Faraway Babylon | Fidoguido | Fightin' Sisters | Frank Pinazza | Folpower | Frank Raya | Franziska | Ganja Cookies | Ganjamamma | Garbagnate Rockers | Garden House | Gaudi' | Giallo & The Kingston Corner | Gioman & Killacat | Giuan Shaddai | Godzilla | Golden Bass | Gramigna | Gusma-T | Henry The Combatant | High Grade | Hobo | I-Shence | I-Tal Sound | I&I Soundsystem | Ideafix | Il Generale | Jah Love | Jah Vibra | Jahng | Jahkalone | Jahmento | Kaliweed Sound | Kebana | Kalafro | Kaly Bandulu | Khora N'papacalura | King Adelio | King David Sound | Kingalova | Kito Roots | Krikka Reggae | La Bria | La Broster | La Vigna | Lady Poikila | Les Totems Zion Beat | Likemba | Lion D | Living In The Ghetto | Lu Marra | Mad Kid & Moddi Mc | Mama Roots | Mándala | Marina+Papaleu+Ranking Lele | Micky Souljahr | Mighty Cez | Mixtury | Moanbessa | Monza Inna Di Yard | Mr. Robinson | Mr.Steady Dudes | Northern Light | One Drop Band | One Love Hi Powa | Orange Dub | Pier Tosi | Pitura Freska | Papa Sunstyle | Patchanka Soledada | Poldo | Positive Men | Radici Nel Cemento | Radio Rebelde | Raíz | Ras Tewelde | Rasta Family | Rastamax | Realize | Red Stripes | Reggae Ambassadors | Reggae Girls | Reggae National Tickets | Reggae Revolution | Reggaedelica | Rising Band | Rising Family | River Nile | Robby Dread & Good Foundation | Roby Dread - Ritmo Irie | Roof Ambassadors | Roots In The Sky | Roots Inna Mix | Ruff Selector | Salento Showcase | Sattamassagana | Scamnum | Shanty Band | She Gang | Shotta P | Skankin'time | Skardi | Smoke | So Vibes | Soul Earthquake | Soul Rebels | Spasulat | Steela | Sud Sound System | Suoni Mudu | Tarantola Crew | Taxi 109 | Tequila Sunrise | Theo Teardo | Thomas Skarini | Tony Moretto | Torpedo | Train To Roots | Trait D'union | Tribu' | Tribù Acústica | Unidos Do Berimbau | Valerio Roots In Fm | Vicolo D | Villa Ada Posse | Vito War | Vox Populi | Wadada Sound | We & Them | Wogiagia | Xango' | Zakalicius

## Programmations notables

### 2017
| Main Stage                                                    | Main Stage                                                                         | Main Stage                                                        | Main Stage                                                                 | Main Stage                                                         | Main Stage                                               | Main Stage                                                           | Main Stage |
| Samedi 12 août                                                | Dimanche 13 août                                                                   | Lundi 14 août                                                     | Mardi 15 août                                                              | Mercredi 16 août                                                   | Jeudi 17 août                                            | Vendredi 18 août                                                     | Samedi 19 août |
| ------------------------------------------------------------- | ---------------------------------------------------------------------------------- | ----------------------------------------------------------------- | -------------------------------------------------------------------------- | ------------------------------------------------------------------ | -------------------------------------------------------- | -------------------------------------------------------------------- | --- |
| Steel Pulse The Twinkle Brothers Nkulee Dube La Pegatina (en) | Shaggy Seun Kuti & Egypt 80 The Silvertones & Six Nation The Heptones & Six Nation | The Specials Don Carlos & Dub Vision Band Sinsemilia Inna de Yard | Gentleman & Ky-Mani Marley Toots and the Maytals Treesha Stick Figure (en) | Youssou N'Dour Beenie Man Christopher Martin (en) Raging Fyah (en) | The Wailers Mellow Mood Hempress Sativa (en) Black Roots | Alpha Blondy Chronixx (en) Iseo & Dodosound African Head Charge (en) | Luciano feat. Mafia & Fluxy Ariwa Jamaica Showcase : U Roy meets Big Youth + Nadine Sutherland (en) feat. The Robotiks & Mad Professor Amparanoïa |

### Autres
| Samedi 12 août                                                                             | Dimanche 13 août | Lundi 14 août                                                                         | Mardi 15 août                                                                                       | Mercredi 16 août                                                                                               | Jeudi 17 août                                                                                  | Vendredi 18 août                                                 | Samedi 19 août[Quand ?]                                                                                            |
| ------------------------------------------------------------------------------------------ | --- | ------------------------------------------------------------------------------------- | --------------------------------------------------------------------------------------------------- | --- | ---------------------------------------------------------------------------------------------- | ---------------------------------------------------------------- | --- |
| Dub Academy                                                                                | |                                                                                       | | |                                                                                                |                                                                  | |
| Blackboard Jungle feat. Emeterians Freedom Masses Kibir La Amlak Adala & King Siva         | ODG Night feat. OnDubGround + Mahom + Dub Engine Chalart58 feat. Sista Awa + Matah + Emma Youth + Belen Natali + I-Leen | Moa Anbessa Dukasm & Solo Banton Inner Standing Blackboard Jungle Smoking Dub Academy | Iration Steppas feat. Murray Man Unlisted Fanatics feat. Mooshine Horns & MC Saimn-I Kebra Ethiopia | Mungo's Hi Fi (en) Mellow Vibes feat. Murray Man Nucleus Roots feat. Simon Dan & Don Hartley Blackboard Jungle | Aba Shanti-I Mad Professor meets Roberto Sanchez Stereotone feat. Supabassie Blackboard Jungle | Blackboard Jungle Dub Files King Earthquake                      | OBF Sound System feat. Charlie P & Shanti D                                                                        |
| Lion Stage                                                                                 | |                                                                                       | | |                                                                                                |                                                                  | |
| Emetrians Pama Intl Alma Afrobeat Ensemble Lyricson                                        | Panda Dub Patois Brothers Marga Mbande Rubera Roots Kushart Six Nation Malaka Youth                                     | Turbulence Likkle Mystic New Kingston                                                 | Keida Nattali Rize (en) Manudigital feat. Joseph Cotton (en) Devi Reed Nakany Kanté                 | Cali P Mungo's Hi Fi (en) feat. Charlie P, YT & Eva Lazarus Maxi Vargas                                        | Lutan Fyah Bombino Kingfisha Maclick                                                           | Sr Wilson Chainska Brassika Koers Marcus Gad                     | Sugar Cane Experience : David Lion, Jah Sun, Raphael & Piero Dread Adala Alex Bass Picaretas Reggae Mehdi Nassouli |
| Dancehall                                                                                  | |                                                                                       | | |                                                                                                |                                                                  | |
| Dynamic Sounds Intl feat. Rebellion The Reccaler King Horror                               | DJ Vadim feat. Big Red Unity Sound                                                                                      | Kingtsone Sound feat. Bay-C                                                           | King Turbo                                                                                          | Aidonia Freddy Krueger Big Mama                                                                                | Bugle Rototom Dancehall Crew Glockwork Posse                                                   | Superlock Fire Warriors                                          | Taranchyla Luv Messenger                                                                                           |
| Caribbean Uptempo                                                                          | |                                                                                       | | |                                                                                                |                                                                  | |
| Rudie Pressure Boys & Tony Massiv Tiny T Sound System FM Nembokid Selecta + Stefano Cecchi | Caribbean Uptempo Crew D'Oxman Le Capitaine & Intruder Than You Toni Face                                               | Caribbean Uptempo Crew Asher G & Nahoko The Rock Toni face                            | Jamaican Memories El Rey Fulvio Cartacci feat. Stefano Cecchi Nicola 2Rud                           | Bologna Calibro 7 Policci Gladdy Wax Coco Girl Swing A Ling DJ's                                               | Ruderoma + Fabio B Tighten Up Crew Taska Sally Brown Tony Massive ft El Rey Fulvio Cartacci    | Black Diamonds Gaz Mayall Taska Sally Brown Sally Brown Rude Pub | Carnaval de Baranquilla + Sugark DJ Fulvio Cartacci Caribbean Uptempo Crew DJ Ninette                              |
| African Village                                                                            | |                                                                                       | | |                                                                                                |                                                                  | |
| Kilema                                                                                     | DJ Floro Kwame Afrovibes                                                                                                | Afrikemet                                                                             | Hermanos Thioune Gorsy Edù                                                                          | Afrobeat VS Dancehall Elemotho Mû Mbana                                                                        |                                                                                                |                                                                  | |